# Austregildis
Austregildis (auch Agia, Aiga, Aia, Austregilde, Aye; * in Orléans, Frankreich; † um 670 in Mons, Belgien) ist die Mutter des heiligen Lupus von Sens. In der römisch-katholischen Kirche wird sie als Heilige verehrt. Ihr Gedenktag ist der 1. September oder auch der 9. Oktober.
Sie wird oft mit der heiligen Aya von Mons († 8, Jahrhundert in Mons) verwechselt.
Sie ist auch nicht mit Austregilde (Austregildis, Austerchild, Austrechilde auch Bobilla, Bobile; 548–580) zu verwechseln, der dritten Frau des Frankenkönigs Guntram I. (um 532–592) aus dem Geschlecht der Merowinger.
Austregildis stammte aus vornehmen Geschlecht und war die Schwester des heiligen Bischofs Aunarius von Auxerre und des Bischofs Austrenus von Orléans.
Nach dem Tod ihres Mannes Betton (oder auch Betto) wurde sie Nonne im Kloster von Mons.